# Harald Blåtand
 "Harald 1." omdirigeres hertil. For andre personer med dette navn, se Harald 1. (flertydig).
Harald Blåtand, Harald Gormsson, Harald den Gode eller Harald Gormsen ((oldnordisk: Haraldr Blátönn; norsk: Harald Blåtann; svensk: Harald Blåtand; engelsk: Harald Bluetooth) ukendt fødselsår, død senest 987) var søn af kong Gorm den Gamle og dronning Thyra Dannebod. Han var konge i Danmark fra omkring 958 til sin død omkring 985(-87).
Hans regeringstid blev præget af det spændte forhold til Danmarks naboer mod syd, dels venderne langs Østersøens sydkyst, dels det tysk-romerske rige, hvis kejser Otto den Store vha. missionærer søgte at indføre kristendommen i sine nabolande. Harald lod sig kristne tidligt i sin regeringstid og imødekom dermed den store tyske nabo, men gik samtidig i gang med at befæste grænsen mod syd ved Dannevirke og Hedeby. Harald giftede sig med Tove, datter af den vendiske fyrst Mistivoj, og knyttede således bånd til de vendiske naboer. Efter kejser Ottos død i 983 angreb Harald mod syd, men blev slået tilbage. Som modtræk til truslen om tysk fremrykning byggede Harald på kort tid omkring 980 de store ringborge Fyrkat og Aggersborg i Jylland, Nonnebakken på Fyn og Trelleborg på Sjælland og Skåne, og hans rige må have omfattet hele det nuværende Danmark og Skåne. Omkring 985 ragede Harald uklar med sin søn Svend. Det kom til kamp, og Harald måtte flygte til Jomsborg, hvor han døde kort efter.

## Harald Blåtand og faderen Gorm
Om Haralds fader Gorm (eller Vurm, orm) fortæller en dansk biskop til den tyske krønikeskriver Adam af Bremen, at han var
"... om jeg må sige, en overordentlig farlig orm og ikke så lidt fjendtligt indstillet over for de kristne. Han stræbte efter fuldstændigt at udslette kristenheden blandt danerne og fordrive præsterne fra sit land. Han lod adskillige af dem dræbe under tortur."
Imidlertid invaderede Henrik Fuglefænger slavernes område og siden danernes land, hvor han indsatte en markgreve og lod saksiske kolonister bosætte sig, dog uden at omvende kongen. Ingen af de norrøne/islandske kilder omtaler dog Gorm som fjendtligt indstillet over for kristendommen. De danske krøniker og kilder omtaler heller ikke Gorm som en, der bevidst slog kristne ihjel. End ikke Saxo, der ellers i vid udstrækning lægger sig tæt op ad Adam af Bremens beskrivelse af Gorm den Gamle.
Harald den Gode fremstilles af Adam som velvilligt indstillet over for de kristne (modsat faderen Gorm). Under den tyske kejser Otto den Store 936-973 viede ærkebiskop Adaldag af Hamburg/Bremen i 948 tre biskopper til at virke i Danmark. I Slesvig indsattes biskop Hored, i Ribe Liafdag og i Aarhus Reginbrand. At Harald Blåtand kan have regeret allerede i 940'erne (samtidigt med faderen) støttes af oplysninger fra Svend Estridsen: Ved sin død var Harald ”alderstegen og kropsligt svag” og skal have regeret i 50 år. Tallet er næppe korrekt, men angiver en meget lang regeringstid. Da Harald døde omkring 985-87, kan hans regeringstid godt være begyndt i 940'erne.
Harald var muligvis konge eller medkonge i 954, da den landsforviste norske konge Erik Blodøkse døde i England, og hans hustru Gunhild med sine sønner fik ophold hos Harald, der opdrog Eriks og Gundhilds søn Harald Gråfeld som sit fosterbarn; men samtidig fortæller Heimskringla at Gunhild og hendes sønner først opholdt sig på Orkneyøerne, men de kan være kommet til Danmark nogle år efter. Ifølge Roskildekrøniken var både Gorm og Harald og senere Harald og Svend Tveskæg samkonger. Det lyder ikke umuligt, da dendrokronologiske undersøgelser af træet i gravkammeret i Nordhøjen i Jelling viser, at det er fældet sent i 958. Hvis Gorm blev begravet dér, må han også være død omkring det tidspunkt. Alternativt viser dendrokronologiske undersøgelser fra Sydhøjen i Jelling, at arbejdet på denne høj blev påbegyndt i 964, så dette kan også være sammenfaldende med Gorms dødsår.
Roskildekrøniken nævner, at Harald Blåtand styrede landet i 15 år, mens faderen levede, mens knytlingesagaen fortæller, at Harald var konge i 30 år, mens kong Gorm stadig levede. De to krønikers angivelse af, hvor længe Harald styrede Danmark under de sidste år af Gorms levetid, skal næppe tages bogstaveligt; der var tale om "et tidsrum af en vis længde".

## Ægteskaber og børn
Harald Blåtand var gift med Tove datter af den vendiske fyrst Mistivoj. En runesten, som Tove lod rejse til minde om sin moder, er den eneste kilde om hende: Runestenen i Sønder Vissing ca. midt mellem Aarhus og Jelling har teksten: ”Tofa (Tove), Mistivojs datter, Harald den Godes, Gorms søns kone, lod gøre dette dødeminde efter sin moder. Det vides ikke, om Tove er moder til noget eller nogen af Haralds kendte børn.
Af andre af Haralds hustruer nævner Adam af Bremen Gunhild og Saxo Gyrid, en søster til Styrbjörn fra Svearike. Hun må i givet fald være Haralds sidste hustru og næppe mor til nogle af Haralds kendte børn.
Det er ofte foreslået eller antydet, at flere af disse hustruer kunne være én og samme person kendt under flere navne, f.eks. Gunhild = Tove.

### Børn
- Hiring omtales af Adam af Bremen[12] (den eneste der nævner denne søn), som oplyser, at Harald sendte ham til England med en hær, men at han blev myrdet der. Hiring opfattes ofte som en forvanskning af det nordiske navn Ring,[13][14] et navn der også optræder i den danske kongerække før Harald Blåtands tid dels hos kong Ring (på latin: Anulo), der kortvarigt var konge i år 812, dels i navneformen Sigurd Ring, som er den nordiske navneform på en konge, formentlig fra sidste del af 700-tallet. Nogle (bl.a. Poul Engelhardt[15]) hævder endda, at 2 forskellige konger bar navnet Sigurd Ring – den anden var konge i 812.[16]

- Svend Tveskæg, senere dansk konge (Svends tænkte afstamning fra Harald omtales først i en sen kilde ca. 90 år efter Haralds død.[17]
- Håkon, som herskede i Samland[18]
- Thyra, som ifølge nogle sagaer først blev gift med sveakongen Styrbjørn, siden med den norske kong Olav Tryggvason
- Gunhild, som blev gift i England.

Et tidligt oversættelsesforsøg af indskriften på Asmildstenen, der blev fundet i 1950, ville sandsynliggøre, at indskriften refererede til Harald Blåtand, og at der på stenen således skulle optræde to navngivne (ellers ukendte) døtre af Harald Blåtand. Ingen senere oversættelser kommer dog frem til noget om Harald Blåtand. De foreslåede døtre i den tidlige oversættelse skulle være:
- Mo Haraldsdatter[19]
- Thorgny Haraldsdatter[19]

## Harald Blåtand bliver kristen
Ifølge Adam af Bremen skal den tyske kong Otto den Store have foretaget et togt op i Jylland og i et slag have vundet over kong Harald og tvunget ham til at indføre kristendommen hos danerne: "Harald selv modtog straks efter dåben sammen med sin hustru Gunhild og deres lille søn, som vor konge stod fadder til og døbte Svein Otto. Ved samme lejlighed blev den del af danernes land, som ligger på denne side af havet og af den lokale befolkning kaldes Judland, opdelt i tre bispedømmer og lagt ind under bispesædet i Hammaburg." Samme oplyser imidlertid i skolion 20: "I det Herrens år 966 omvendte en mand ved navn Poppo danerne til troen. Han bar i overværelse af vidner et stykke hvidglødende jern, der havde form af en handske, uden at blive skadet. Kong Harald, som så dette, opgav sin afgudsdyrkelse og lod sig med hele sit folk omvende til den sande gudsdyrkelse. Poppo blev forfremmet til biskop."
Runeteksten, som Tove gjorde, giver en yderst værdifuld belysning af den politiske situation i Danmark midt i 900-tallet: Giftermål handlede om politik. Adskillige af tidens nordiske konger hentede deres brude fra det vendiske område syd for Østersøen. Området var delt mellem flere stammer. Fra Kiel til Warnowfloden, som munder ud ved Rostock, lå obotritternes land. Området strakte sig sydpå langs Elben. Vigtige centrer var Lübeck, Oldenburg, Plön, Scharstorf og Ratzeburg. Fra floden Warnow mod sydvest til floden Mildenitz herskede Warnavi, som havde nære relationer til obotritterne, ligeledes Linones langs grænsefloden Elben samt stammen Drewani i området ved Hannover. Øst for obotritterne boede liutizierne, som med sine fire stammer herskede over området fra Warnow mod øst til floden Oder. Øen Rügen var Ranernes hjemland.
I 960'erne skete en mærkbar kristning i slavernes område. Haralds svigerfar Mistivoj havde år 967 sikret den obotrittiske overhøjhed over stammen Wagierna i øst. Året efter grundlagdes biskopstiftet i Oldenburg. Mistivoj antog selv den kristne tro, hvilken han synes at have holdt fast ved resten af sit liv. Han døde i klostret Bardowiek og havde nære kontakter med biskopperne i Oldenburg, af hvilke den første var Egward. For Adam berettede Svend Estridsen, at på den tid var der uafbrudt fred mellem obotritterne og kejser Otto 1., og at slaverne var skatteskyldige til den tyske kejser.
I 973 deltog Harald som tributpligtig i rigsdagen i Quedlinburg under Otto den Store.
Haralds giftermål med Tofa kan være indgået netop i 960'erne. Rimeligvis var Harald allerede ved ægteskabets indgåelse kristen med tanke på både hans svigerfars trosindstilling og fyrstemagt.
Hvad vi ved om Haralds ægteskab med Tofa og tributforhold til den tyske kejser bestyrker oplysningerne om tidsrummet for Haralds dåb. Om Adam af Bremens præcise fastsættelse af dåben til år 966 er korrekt, kan ikke bekræftes af andre kilder.
Den store runesten og kirken mellem de to gravhøje i Jelling præsenterer kong Harald som kristen. Runestenens tekst lyder: Haraltr kunukr bath kaurua kubl thausi aft kurm fathur sin auk aft thaurui muthur sina. sa haraltr ias sar uan tanmaurk ala auk nuruiak auk tani karthi kristna.
"Harald konge bød gøre dødeminde dette efter Gorm sin fader og efter Thorvi (Thyre) sin moder, den Harald som (for) sig vandt Danmark al og Norge og gjorde danerne kristne."
- Haralds sten til højre, ved siden af faderens minde over hustruen Thyra.
- Størstedelen af teksten ses på denne side af stenen.

Teksten viser, at der er tale om tre gode gerninger, som Harald fandt fortjente at blive husket:
1. at have sikret sig herredømmet over hele Danmark,
2. at have sikret sig herredømmet over Norge,
3. at have gjort danerne kristne.

### Herredømmet over hele Danmark
Danske konger har eksisteret i det mindste fra begyndelsen af 800-tallet. Ifølge de frankiske rigsannaler - der er skrevet i årbogs-format - gennemførte en dansk konge, Godfred, i 804 i Sliestorp forhandlinger med Karl den Store. I 808 berettes om Gudfreds angreb på slaviske områder og ødelæggelsen af handelspladsen Reric. Efter at Godfred var dræbt i 810, sluttede kejseren fred med Godfreds brodersøn og efterfølger kong Hemming, og året efter bekræftedes freden ved et møde ved Ejderen, hvor 12 navngivne stormænd fra hver side besvor freden, deriblandt Osfrid de Sconaowe, det vil sige "Asfred af Skåne" – hvilket må tages som vidnesbyrd om det danske riges udstrækning fra Sønderjylland mod sydvest til Skåne mod øst. At riget har strakt sig til Vestfold i nord ses af den frankiske rigsannal fra 814. At dette rige endnu eksisterede i slutningen af 800-tallet er bevidnet ved to rejseberetninger ved nordmanden Ottar og angelsakseren Wulfstan, samlet omkring år 900 af kong Alfred af Wessex som tillæg til en oversættelse til angelsaksisk af Orosius verdenshistorie fra 5. århundrede.
I første tredjedel af 900-tallet er denne rigsenhed imidlertid blevet opløst: Adam af Bremen kan med Svend Estridsen som kilde oplyse om et rige skabt ved den svenske kong Olavs erobring, senere styret af sønnerne Chnob og Gurd. Videre: "Efter Olaph, sveonernes første mand…, som regerede over danerne sammen med sine sønner, indtog Sigerich hans plads. Han havde ikke regeret længe, før kong Sveins søn, Hardegon, som kom fra nordmannernes land, frarøvede ham tronen. Det er uklart, om disse mange danerkonger eller rettere tyranner herskede samtidigt, eller om de levede kort tid efter hinanden." Dette svenske Hedeby-styre er bevidnet ved to runesten rejst af Gnupas hustru Asfrid over sønnen, kong Sigtryg:
Haddeby-sten 2 oplyser med svenske runer: "Asfrid gjorde dette dødeminde efter Sigtryg, hendes og Gnupas søn" og
Haddeby-sten 4 med danske runer: "Asfrid Odinkarsdatter gjorde dette dødeminde efter kong Sigtryg, hendes og Gnupas søn. Gorm ristede runerne."
Endvidere oplyser Widukind i sin Sakserkrønike fra omkring 970, at Henrik 1. (Henrik Fuglefænger) af Østfranken i 934 drog med en hær mod danerne, gjorde dem skatskyldige og tvang deres konge Chnuba til at lade sig døbe." Der kan derfor på dette tidspunkt – hvor Gorm var konge i Jelling – have fandtes et lille særrige i Hedeby med et svensk dynasti, først underkuet af den tyske hersker, siden fordrevet helt fra magten. Men på den anden side kan Widukinds oplysning også være fejlagtig, idet Adam af Bremen også nævner et felttog (ligeledes foretaget af Henrik Fuglefænger) som ikke rammer Gnupa, men derimod Gorm den Gamle. Desuden stammer de fleste af Widukinds oplysninger fra klostrets annaler, og i dem står der intet om Chnuba eller dåben.
Forholdene i Hedeby-området de næste tiår er ukendte, men ifølge Adam af Bremen skal Hedeby omkring 974 være blevet erobret af kejser Otto 2., men i 982 indtog danerne den borg, Otto havde ladet opføre i grænselandet, og senere – sammen med obotritternes fyste Mistivoj afbrændte de Hamborg. Tilsvarende oplyser tyske annaler, at Harald i 973 havde foretaget et angreb hinsides Elben, men blev tvunget til at slutte fred, yde en afgift og stille sin søn som gidsel, mens Thietmar af Merseburg for året 974 oplyser, at Otto 2. havde besejret "de oprørske danskere" ved at gennembryde den saksiske grænsevold og opføre en ny, fremskudt grænseborg (dette bekræftes af det norrøne skjaldekvad, Vellekla), dog med tilføjelsen, at borgen blev generobret i 983 efter Ottos død.
To runesten bevidner den danske erobring:
Haddeby-sten 1: "Kong Sven satte sten efter sin hirdmand Skarde, som var draget vestpå, men nu fandt døden ved Hedeby" og
Haddeby-sten 3: "Thorulv, Svens hirdmand, rejste denne sten efter sin fælle Erik, som fandt døden, da "drenge" belejrede Hedeby; men han var styresmand, en såre god "dreng"."
At Sven i begge tilfælde er Svend Tveskæg virker plausibelt. At han har anført hirden tør udledes af teksterne, og når han på den ene sten omtales som konge, må han enten have været medkonge – eller stenen er rejst, efter han blev konge).
Om Haralds ord henviser til en tidligere generobring af Hedeby-området eller først til begivenhederne i 983 er uklart, men der er ikke overlevet oplysninger om andre steder inden for riget, der i Haralds tid har været adskilt fra dette. At Harald fortsat var konge sandsynliggøres af samarbejdet med svigerfaderen om afbrændingen af Hamborg.

### Herredømmet i Norge
Adam af Bremen oplyser om Haralds magt i Norge: "I Norwegien var Hakkon hersker, indtil nortmannerne fordrev ham, fordi han opførte sig ret så overmodigt. Harald fik ham genindsat med magt og gjorde ham velvilligt indstillet over for Kristi tilhængere… Da Hakkon havde regeret i 35 år, afgik han ved døden. Som sin arving til tronen efterlod han Hartild, der samtidig regerede over danerne og normannerne."
I Norge havde Erik Blodøkse hersket en tid. Han blev tvunget i landflygtighed med sin hustru Gunhild og sine mange sønner. Efter at Erik var død i England, kom resten af familien til Harald Blåtand og blev der vel modtagne. En af sønnerne, Harald Gråfeld, skal være blevet antaget af kong Harald til sin fostersøn. Omkring år 960 tog Eriksønnerne magten i Norge. Hakon jarl sad på denne tid som hersker i Trondheim, men han blev snart fordrevet af Eriksønnerne. Hakon blev trods dette vel modtaget af Harald i Danmark, som formentlig havde sine interesser i specielt Viken-området, det vil sige omkring Oslofjorden, og så disse truede af de stadigt mægtigere Eriksønner. Gennem list myrdedes Harald Gråfeld. Snorre Sturlason beretter, at kong Harald samlede 600 skibe og sejlede til Norge med Hakon jarl. Hakon fik landet, Eriksønnerne måtte flygte til Orkneyøerne og Harald sejlede derefter hjem. Dette skal være sket omkring år 970, og det er sandsynligvis dette overherredømme, Jellingstenen henviser til.

## Byggerier og anlæg
En række byggerier og anlæg af betydeligt omfang fandt sted i Haralds regeringstid og tillægges kongen pga. deres størrelse eller art:
1. Jellinganlægget, herunder Jellinghøjene og den store Jellingsten og palisaden.
2. Kirkebyggeri i Jelling samt tillige hævdet, men ikke påvist, i Roskilde.
3. Dannevirkes hovedvolds fornyelse
4. Kovirke
5. Trelleborgene
6. Ravningbroen
7. Udbygningen af borganlægget omkring Aros(Aarhus)

Tilsammen vidner de om Haralds foretagsomhed.

### Jellinganlægget
De to store jordhøje i Jelling på hver sin side af kirken er opført med korte mellemrum. De to høje har sandsynligvis været under opførelse på samme tid. De to høje er rejst hen over et ældre gravminde, en meget stor skibssætning og nøjagtig i dennes akse, ligesom den store runesten står midt mellem højene.
Nordhøjen, der tillige rummer et gravkammer, er påbegyndt omkring 960.
Sydhøjen er påbegyndt omkring 964. For Sydhøjens vedkommende ser det ud til, at byggeriet er sket med et par afbrydelser. Der har sandsynligvis stået en mindre, aflang træbygning på toppen, men dens nærmere karakter og tidsfæstelse er uklar.
Den store Jellingsten meddeler at mindesmærket var opført af Harald over sin fader og sin moder. Det menes, at de to høje er sat til minde over hver af forældrene, selv om der kun er fundet et gravkammer i den ene. Den hædrende omtale af Harald er muligvis en tilføjelse til den oprindelige tekst.
Den 1,4 km lange palisade, der omkransede hele anlægget, blev opført omkring 968.
Det formodes også, at der har været et større bygningsanlæg i Jelling, som bærer præg af at være et militært område i 981.

### Haralds kirker
Under Jelling Kirke er fundet spor efter tre trækirker, hvoraf den ældste menes at være opført af Harald.
Adam af Bremen oplyser, at Harald efter sin død blev ført til Treenighedskirken i Roskilde, som han havde ladet opføre.

### Dannevirkes hovedvolds fornyelse
Det ældste Dannevirke stammer fra anden halvdel af 600-tallet med en nykonstruktion af volden omkring 737 samt endnu en ombygning fra begyndelsen af 800-tallet. Omkring 968 er Hovedvolden (undtagen den nordligste del, der også kaldes Nordvolden) blevet udsat for en omfattende ombygning. Ligeledes opførtes på samme tid Forbindelsesvolden fra Hovedvolden til den ringvold, der fandtes omkring Hedeby.

### Kovirke
Kovirke ligger syd for Hovedvolden og Forbindelsesvolden. Kovirkes snorlige forløb løber fra de fugtige enge omkring Rejde Å mod vest til Selk Nor ved Slien mod øst. Ved dette anlæg har man opnået en bedre forsvarsmæssig udnyttelse af de landskabelige forhold ved et langt kortere voldanlæg end Hovedvolden og Forbindelsesvolden tilsammen; til gengæld mister disse enhver betydning – Kovirke udgør en fremskudt fæstning. Kovirke er ikke sikkert dateret men menes efter sin karakter at være opført efter genvindelsen af grænselandet i 983. I så fald kunne forklaringen på den fremskudte placering være[kilde mangler], at eftersom Hovedvolden og Forbindelsesvolden ikke havde kunnet modstå Otto den Stores angreb i 974, er disse forsvarsværker så at sige blevet kasseret til fordel for et helt nyt og bedre udformet anlæg.

### Trelleborgene
Trelleborgene er navnene på fire (eller sandsynligvis syv) træbyggede borge opført rundt om i det danske rige omkring 980-981. Hertil regnes:
- Trelleborg ved Hejninge på Sjælland
- Nonnebakken i Odense på Fyn
- Fyrkat ved Hobro i Nordjylland
- Aggersborg ved Limfjorden
- sandsynligvis Borrering ved Lellinge og

Borgeby i Skåne samt en borg i Trelleborg benævnt Trelleborg, der fremviser ligheder. En endelig bestemmelse af disse må dog afvente flere arkæologiske undersøgelser.
Fælles for de danske anlæg er deres geometriske konstruktion: det er cirkelborge, med volde og V-formet voldgrav foran. De indre borgpladser er inddelt i kvarterer bestående af 4 krumhuse omkring en lukket plads (for Aggersborgs vedkommende i tredobbelt udgave, for det sjællandske Trelleborgs vedkommende med en ydre husrække langs et ydre voldanlæg). Om formålet med disse anlæg har der været delte meninger: man har anset dem for militærkaserner for forberedelse af angrebene på England, eller som borge til undertvingelse af de stedlige befolkninger ved Danmarks samling eller som forsvarsanlæg mod fjendtlige angreb på rigets ulige del fra en ydre fjende. Skønt disse forklaringer ikke udelukker hinanden, svækkes den første ved fravær af vidnedsbyrd om engelske forbindelser og ved borgenes forsvarsmæssige karakter. Den anden forklaring svækkes af manglende begrundelse for en sådan rigssamling, hvis Hedeby-området (hvor en sådan borg ikke er fundet) var den eneste del af landet, der påviseligt var adskilt fra rigsfællesskabet i perioder, hvortil kommer påvisningen af en handelsplads ved sjællandske Trelleborg, hvilket ikke virker sandsynligt for en tvangsborg. Derimod synes det rimeligt, at kong Harald efter Otto den Stores hærtog op i Jylland i 974 måtte have fundet det fornødent at lade opføre en række regionale forsvarsanlæg, der kunne modstå et første angreb, indtil hjælp fra de andre borge måtte komme til undsætning.
De brandspor, der er fundet ved Fyrkat, Trelleborg på Sjælland og senest Borrering, skal måske ses i forbindelse med Haralds afsættelse som konge.

### Broen ved Ravning
En 700 meter lang træbro Ravningbroen over Vejleådalen ved landsbyen Ravning omkring 10 km syd for Jelling er dateret til 980 – 985. Broen er således fra samme tid som flere andre store anlæg tilskrevet kong Harald, og også broen har med sin størrelse et præg, der gør det nærliggende, at Harald har bygget den. Det er muligt, at broen har spillet en rolle i en samlet forsvarsplanlægning i sammenhæng med trelleborgene og forstærkningen af Aros borgen samme år.

## Befæstning af Aarhus
Aarhus var allerede i begyndelsen eller midten af 900-tallet blevet stærkt befæstet, måske som følge af uroligheder.
Volden om den gamle bykerne er delvist bevaret og kan ses ca. 4 m under gadeniveau på Vikingemuseet. Byens forsvarsanlæg blev ligeledes forstærket af kong Harald Blåtand i 980 e.Kr.
At Aarhus ligger i centrum af den nord/sydgående forsvarslinje som Vikingeborgene udgør, har ført til spekulationer om en militær sammenhæng mellem Aarhus befæstning og disse borge.

## Haralds endeligt
|  | Spekulativt afsnit Bemærk at dette afsnit er præget af spekulationer og bør omskrives så fakta er understøttet af verificerbare kilder. |

Harald blev i sin alderdom afsat som konge. Saxo fortæller om årsagen til det: "Siden udbød Harald hele rigets flåde for ikke at være dårligt rustet til et kæmpeværk, han havde for. Han befalede, at folk og fæ med forenede kræfter skulle slæbe en vældig stor sten fra stranden, hvor den lå ovre i Jylland, op til hans mors gravhøj, hvor han ville rejse den som mindesmærke". Denne opgave brød flådens høvedsmænd sig ikke om, og fik sønnen Svend – der var blandt dem – ophidset mod faderen. Kongen havde kun haft tanke for stenflytningen, men efter at være blevet underrettet af et medlem fra flådemandskabet "angrede kongen, at han havde spændt folk i åget som andet fæ, for i det samme, han opgav at slæbe stenen videre og bad mandskabet lade den ligge og i stedet gribe til våben, fik han folkenes stivsind og trods at føle. Hæren harmedes over den hån, han havde vist den ved at sætte den til sådan hæderløs syssel og vægrede sig nu ved at gribe til våben for ham, der havde lagt dem under åget."
Om Haralds sidste levetid beretter Adam af Bremen, at der opstod uro blandt de kristne danskere, da "Svein Otto, den store danerkonge Harolds søn, forsøgte først flere anslag mod sin fader og planlagde dernæst sammen med dem, som denne havde tvunget til at antage kristendommen, at afsætte den nu aldrende og svagelige konge. Pludselig indgår da danerne en sammensværgelse, afsværger deres kristne tro, indsætter Svein som konge og erklærer Harold krig.... I denne ulykkelige krig, der var værre end en borgerkrig, led Harold og hans folk nederlag. Han selv flygtede såret fra slagmarken, gik om bord i et skib, og undslag til slavernes by Jumne. Her tog man mod forventning – befolkningen var jo hedninge – gæstfrit imod ham. Han var imidlertid svækket af sine sår, og få dage efter afgik han ved døden bekendende sig til Kristus. En senere beretning angiver, at hans lig af hæren blev transporteret til hans hjemstavn, hvor det blev begravet i Roscald by i den kirke, som han selv havde ladet opføre til ære for den hellige Treenighed."
Sammenstillet giver de to beretninger en rimelig forklaring på oprøret mod Harald: flytningen af tunge sten (som den store Jellingsten) og misbrug af hæren til byggeopgaver – måske parret med, at sønnen Svend var leder af hirden – har skabt en situation, hvor et oprør mod kong Harald havde let ved at finde sin leder i kongesønnen. At tiden fra oprørets udbrud til kongens død var meget kort, lader Adam af Bremens fremstilling ikke tvivl om; sandsynligvis skete det i 985/986. Hvis det er rigtigt, at Haralds selvbesmykkelse på den store Jellingsten er en senere tilføjelse til den oprindelige, forældrehædrende, tekst, og hvis denne er sket efter 983, kunne begivenhedsforløbet i hovedtræk være dette: på sine ældre dage og efter genvindelsen af Hedeby-området har Harald gjort sine tilføjelser og besmykket den gamle mindesten med billeder. Det har været for meget for hirden, som i sin tid slæbte stenen til Jelling og havde dette i bitter erindring og måske også bevidstheden om, at det var Svend, der som hirdfører og medkonge på sin faders vegne havde genvundet Hedeby. Et oprør er brudt ud, man har valgt kongesønnen og hirdens fører Svend som sin leder, det er kommet til slag mellem fader og søn (måske har Harald i første omgang søgt tilflugt på sine trelleborge, hvilket kunne forklare brandspor ved Fyrkat og Trelleborg), Harald led nederlag, blev såret og flygtede til Jumne, hvor han døde af sine sår.
Olaf Olsen har stillet sig tvivlende over for tidspunktet for Harald Blåtands død Ved at flytte denne fra 985/86 til 979 fik han placeret Svend ved kongemagten på det afgørende tidspunkt, hvor Vikingeborgene blev opført. Denne teori er senere udbygget af Poul Skaaning, men generelt er historikere skeptiske overfor denne ændring i Danmarkshistorien.

## Anetavle
|                 |                 |  |                                         |   |  | 4Hardeknud |
|                 |                 |  |                                         |   |  |            |
|                 | ²Gorm den Gamle |  |                                         |   |  |            |
|                 |                 |  |                                         |   |  |            |
|                 |                 |  |                                         | 5 |  |            |
|                 |                 |  |                                         |   |  |            |
| 1Harald Blåtand |                 |  |                                         |   |  |            |
|                 |                 |  |                                         |   |  |            |
|                 |                 |  | 6Harald eller måske Edward den Ældre??? |   |  |            |
|                 |                 |  |                                         |   |  |            |
|                 | 3Thyra Danebod  |  |                                         |   |  |            |
|                 |                 |  |                                         |   |  |            |
|                 |                 |  |                                         | 7 |  |            |
|                 |                 |  |                                         |   |  |            |

## Tilnavnet "Blåtand"
Tilnavnet Blåtand optræder første gang i Roskildekrøniken fra 1140 og én gængs forklaring er, at Harald må have haft en iøjnefaldende dårlig tand, der har været blå (eller sort, da "blå" også betød mørk).
En anden forklaring kan ifølge museumsinspektør ved Kongernes Jelling Hans Ole Mathiesen være, at Harald gik i blåt tøj. Den blå farve var nemlig den dyreste, så ved at gå i blåt understregede Harald sin kongeværdighed.
En tredje teori er, at "thandr" både kunne betyde fyrste og tand, og da "blå" var alle nuancer af blå, altså alt fra den lyseste lyseblå til den mørkeste sort, og derfor kan han også være blevet kaldt "Harald den Sorte Fyrste".Og det forsvarer jo at hans søn, Svend, kunne slå sin egen far ihjel.

### Bluetooth
"Blåtand" (engelsk: Bluetooth) bruges om den trådløse Bluetooth-teknologi designet af den svenske telekommunikationsvirksomhed Ericsson. Teknologien bruges til trådløs forbindelse mellem computere, mobiltelefoner, PDA'er, printere osv. Bluetooth-kommunikationsprotokollen er opkaldt efter kongen, angiveligt på grund af hans evner til kommunikation mellem forskellige fraktioner.
Bluetooths logo bygger på runerne for hans initialer, H og B (i den yngre futharks version) (hhv.  og )

## Populærkulturen
Harald Blåtand ses portrætteret i film og på tv:
- Røde Orm og Langskibet fra 1964 (produceret af Warwick Film Productions og Avala Film), med Clifford Evans som King Harald.
- Vølvens forbandelse fra 2009 (produceret af Cosmo Film), med Kim Bodnia[70] som Harald Blåtand.
- Borgeby Slott. Ett tusenårigt drama fra 2012 (produceret af det skånske SundTV), med Björn Jakobsen som Harald Blåtand.

## Trivia
- DSB's IC3-togsæt nr. 35 er adopteret af Hobro og den 4. maj 1991 døbt Harald Blåtand. Indvendigt er toget udsmykket med Jellingsten og borgplaner.[71]